# Еберхард IV (Еберщайн)
Еберхард IV фон Еберщайн или II (на немски: Eberhard IV von Eberstein, Eberhard II von Eberstein; * ок. 1190; † 18 март 1263) е граф от южнозападния благороднически род Еберщайни, владетел на господството Щауф и основател на цистерцинския женски манастир Розентал.
Той е син на Еберхард III фон Еберщайн и съпругата му Кунигунда фон Андекс от прочутия род Мерания–Андекс. Чрез майка си той е братовчед на Света Хедвиг фон Андекс и на унгарската кралица, Гертруда, първата съпруга на унгарския крал Андраш II. Сестра му Агнес се омъжва за граф Фридрих II фон Лайнинген. Брат му Конрад фон Еберщайн († 1245) е епископ на Шпайер (1237 – 1245).
През 1195 г. братята Еберхард IV и Ото I († 1278) получават титлата граф. През 1219 г. те си поделят територията. През следващите години те основават пет града и финансите им намаляват.
Първата му съпруга не е известна с име. Еберхард IV се жени втори път за Аделхайд фон Сайн (1202 – 1263), вдовицата на граф Готфрид III фон Спонхайм, който е убит през 1218 г. в Петия кръстоносен поход. Аделхайд е една от двете дъщери на Хайнрих II фон Сайн (1176 – 1203) и Агнес фон Сафенбург (1173 – 1200). Аделхайд е наследничка на бездетния си брат Хайнрих III (1202 – 1246), последният граф на Графство Сайн.
Двамата братя първо са в свитата на въстаналия крал Хайнрих VII Хоенщауфен, отказват се от него и се присъединяват към неговия баща император Фридрих II Хоенщауфен, при когото са през 1236 г. в Ломбардия.
От 1237 до 1239 г. Еберхард IV е ландесхауптман в Херцогство Щирия и императорски щатхалтер в Херцогство Австрия. 
През есента 1237 г. император Фридрих II го изпраща с 200 рицари за защита на Виена.
През 1241 граф Еберхард IV и съпругата му подаряват манастира за монахини Розентал в тяхното господство Щауф.
Еберхард IV фон Еберщайн умира през март 1263 г. и е погребан в подарения от него манастир Розентал.

## Деца
- Агнес III фон Еберщайн, омъжена за Хайнрих II фон Саарбрюкен-Цвайбрюкен
- Кунигунда († пр. 1283), първата абатиса на Розентал
- Еберхард V фон Еберщайн, женен за Елизабет фон Баден (* ок. 1230; † ок. 20 март 1266), дъщеря на маркграф Херман V фон Баден, умира 1253, преди родителите си.